# Хуго I (Водемон)
Хуго I (на френски: Hugues I de Vaudémont, † 1155) от фамилията Дом Шатеноа, е граф на Водемон (1108 – 1155).

## Биография
Той е син на граф Герхард Елзаски (1057 – 1108) и Хедвига от Егисхайм († 1126), дъщеря на Герхард, граф на Егисхайм и Дагсбург, който е брат на папа Лъв IX.
През 1147 г. Хуго I се включва в свитата на крал Луи VII от Франция за Втория кръстоносен поход. Той не се завръща в родината си с краля (1149), затова е смятан за изчезнал. През 1153 г. във Водемон пристига един стар кръстоносец, който е идентифициран с граф Хуго. Малко след това той умира и е погребан в манастира на Белвал при Портийо.

## Фамилия
Хуго се жени през 1130 г. за Анжелина (Айгелина) от Бургундия (* 1116; † сл. 1167), дъщеря на херцог Хуго II. Техните деца са:
- Герхард II († 1188), граф на Водемон
- Олрих († ок. 1165), господар на Deuilly
- Одо († 23 или 27 ноември 1198), 1192 епископ на Тул